# Ахмет Давутоглу
Ахмет Давутоглу (тур. Ahmet Davutoğlu; 26 лютого 1959, Конья, Туреччина) — турецький державний діяч, дипломат.

## Біографія
Народився 26 лютого 1959 року в провінції Конья, Туреччина.
У 1984 закінчив Університет Богазічі (Стамбул), економічний факультет та факультет політології і міжнародних відносин. Магістр державного управління. Доктор наук. Професор.
З 1990 по 1993 — викладач, асистент, завідувач кафедри політології Міжнародного Ісламського Університету Малайзії.
З 1993 по 1995 — доцент кафедри політології.
З 1995 по 1999 — викладач на кафедрі міжнародних відносин Університету Мармара.
З 1998 по 2002 — читав лекції як запрошений викладач в Академії збройних сил і військових академіях Туреччини.
З 1999 по 2004 — професор, член вченої ради, завідувач кафедри міжнародних відносин Університету Бейкент, читав курс лекцій як запрошений викладач на кафедрі міжнародних відносин в Університеті Мармара.
З 01.05.2009  по 28 серпня 2014 року — міністр закордонних справ Туреччини.
З 28 серпня 2014 року — прем'єр-міністр Туреччини.
22 травня 2016 року представив президентові Туреччини Реджепу Таїпу Ердогану прохання про відставку. У той же день президент Туреччини прийняв його відставку, проте просив його виконувати обов'язки до формування нового уряду.

## Дипломатичний ранг
Надзвичайний і Повноважний Посол Туреччини (2003).

## Галерея

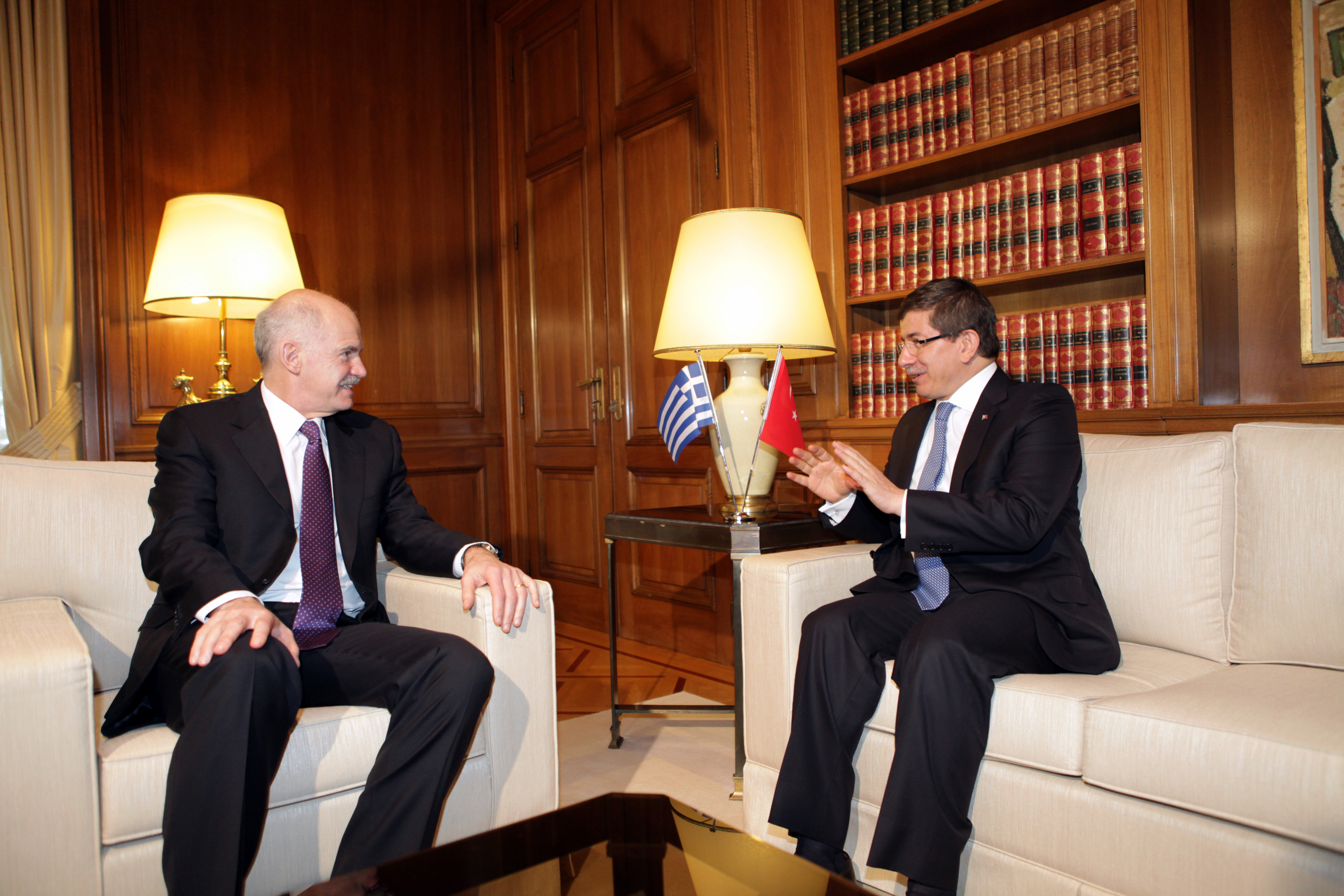
Прем'єр-міністр Греції Георгіос Папандреу та міністр закордонних справ Туреччини Ахмет Давутоглу в Греції. 8 березня 2011 року.
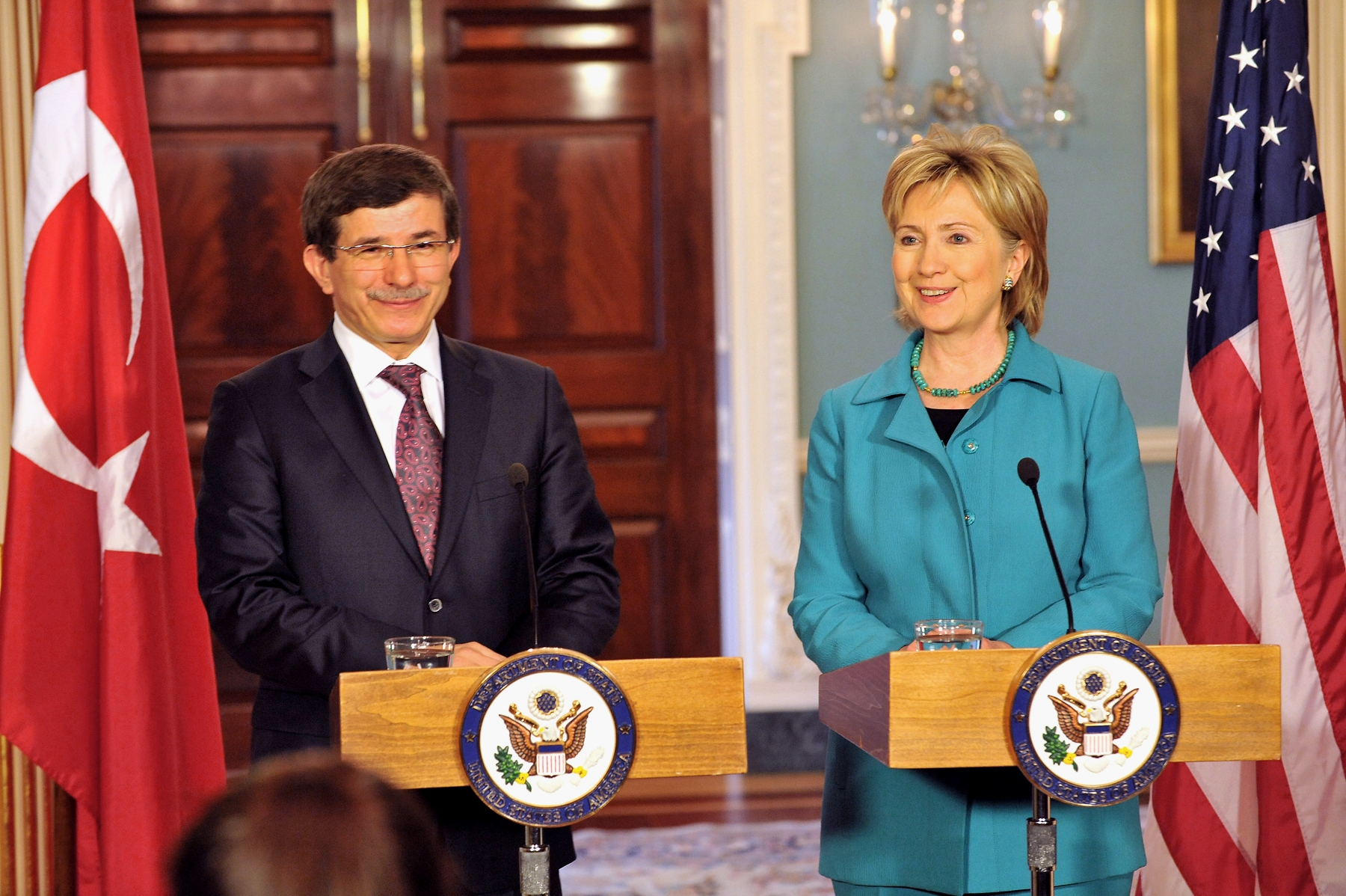
Ахмет Давутоглу та державний секретар Гілларі Клінтон у Державному департаменті США у Вашингтоні, округ Колумбія, 5 червня 2009 р.
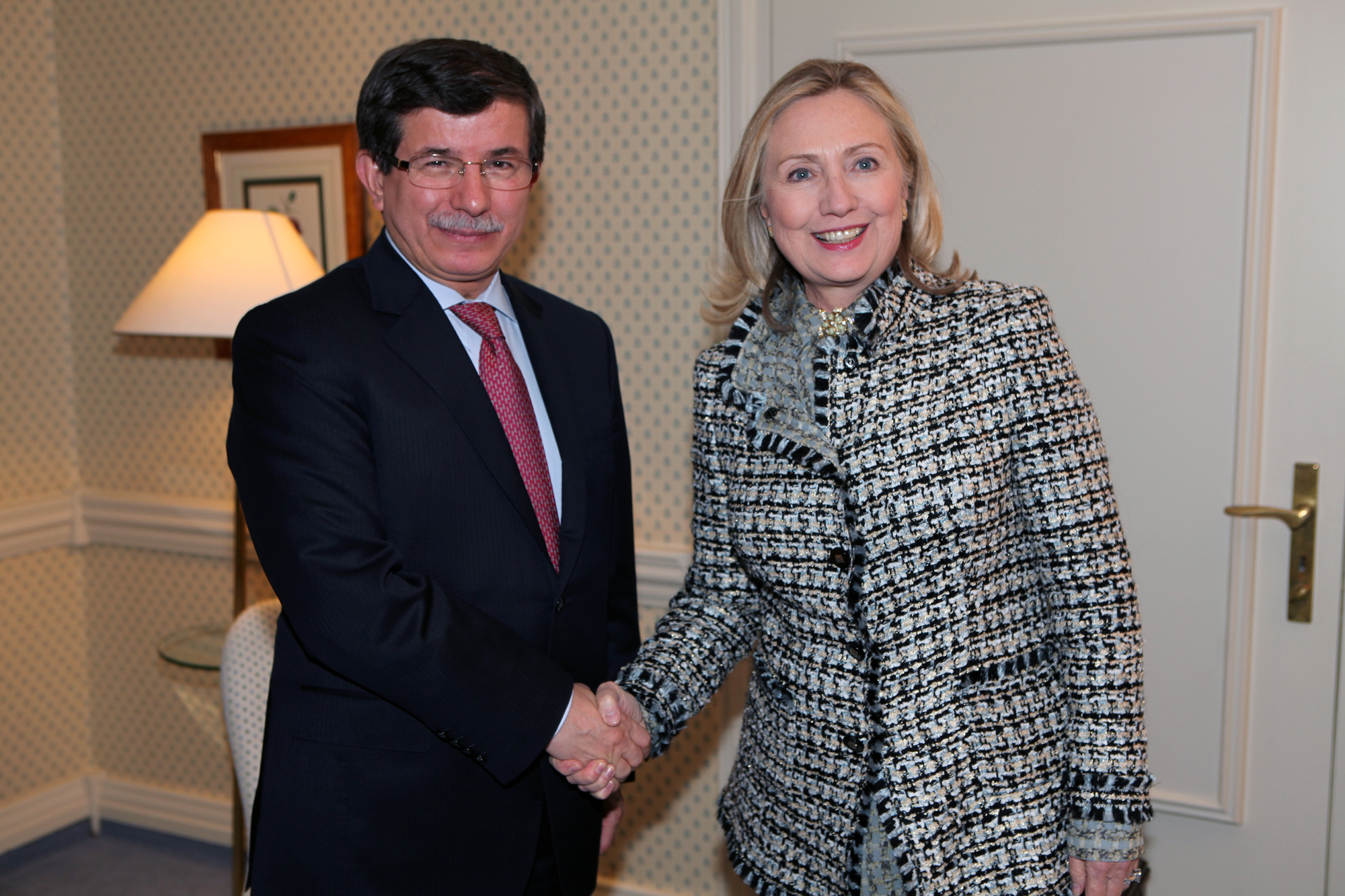
Держсекретар США Гілларі Клінтон під час зустрічі з міністром закордонних справ Туреччини Ахметом Давутоглу в Мюнхені, Німеччина, 4 лютого 2012 рік
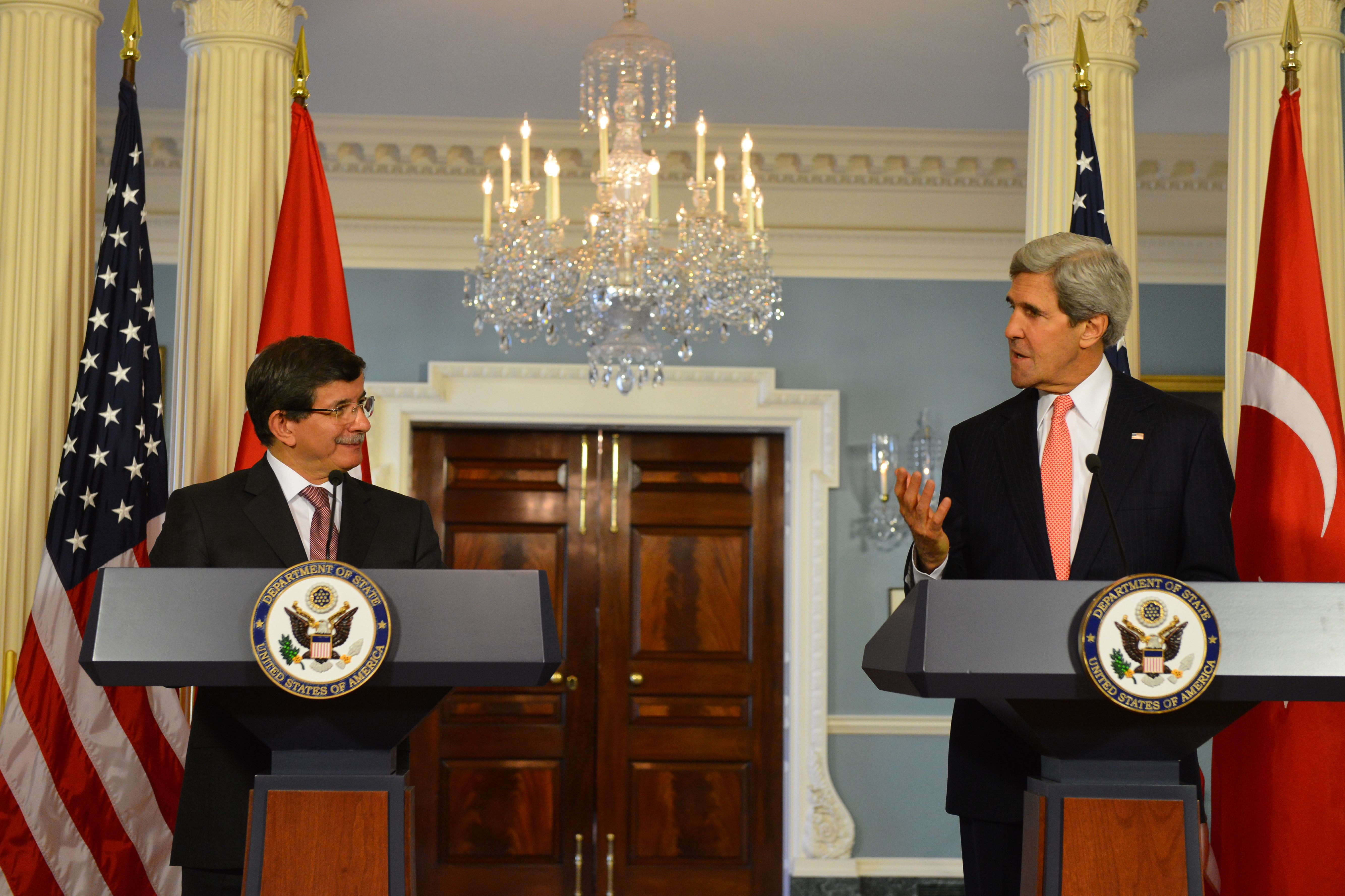
Державний секретар США Джон Керрі та міністр закордонних справ Туреччини Ахмет Давутоглу виступають перед журналістами після двосторонньої зустрічі в Державному департаменті США у Вашингтоні, округ Колумбія, 18 листопада 2013 р.